# Симеон Иванович
Симеон Иванович (1317 — 1353) је био велики кнез Москве од 1340. (од 1353. свих Руса) и велики кнез Владимира од 1340. године. Отац Симеона је био Иван I чијом смрћу 31. марта 1340. године он наслеђује његову државу. За разлику од очеве миротворне политике ограничене на добровољна ширења територија одмах по доласку на власт Симеон се налази уплетен у рат који сам покреће. Како замишљена жртва тако и остварена жртва тога рата постаје Новгород који плаћа ратну одштету и предаје један град Москви. Други пуно незгоднији рат се дешава десетак година касније када Симеон напада Смоленск. Та акција се није свидела Великом војводству Литваније која у њој за себе види будућу опасност. Тамошње опште припреме за рат доводе до панике у Москви чији владар 1353. године одлази на пут у седиште Златне Хорде која је његов вазални господар. При повратку с овога путовања Симеон пролази кроз подручје где хара куга тако да прво обољевају и умиру његова деца па онда он. Кратко време пре смрти када му је постало јасно да неће преживети Симеон се заредио. Историјска важност његове владавине се огледа у чињеници да је први пут један владар Москве користио титулу господара свих Руса. Службени државнички печат Симеона из раздобља краја његова живота гласи: "Печат Симеона Великог Кнеза свих Руса"

## Породично стабло
|  |                    |  |  |  |  |  |  |  |  |  |  |  |  |  |  |  |
|  | 2. Иван I          |  |  |  |  |  |  |  |  |  |  |  |  |  |  |  |
|  |                    |  |  |  |  |  |  |  |  |  |  |  |  |  |  |  |
|  |                    |  |  |  |  |  |  |  |  |  |  |  |  |  |  |  |
|  | 1. Симеон Иванович |  |  |  |  |  |  |  |  |  |  |  |  |  |  |  |
|  |                    |  |  |  |  |  |  |  |  |  |  |  |  |  |  |  |
|  |                    |  |  |  |  |  |  |  |  |  |  |  |  |  |  |  |